# Matteo Sartori
Matteo Sartori (Fondi, 21 de enero de 2002) es un deportista italiano que compite en remo. Ganó una medalla de plata en el Campeonato Europeo de Remo de 2023, en la prueba de doble scull.

## Palmarés internacional
| Campeonato Europeo | Campeonato Europeo | Campeonato Europeo | Campeonato Europeo |
| Año                | Lugar              | Medalla            | Prueba             |
| ------------------ | ------------------ | ------------------ | ------------------ |
| 2023               | Bled (Eslovenia)   | Medalla de plata   | Doble scull        |